# 桃青寺
桃青寺（とうせいじ）は、東京都墨田区にある臨済宗妙心寺派の寺院。

## 概要
1626年（寛永3年）、法光明幢禅師によって開山された。ただ実質的には黙宗和尚による創建で、開山の名義を師匠の法光明幢禅師に譲ったものである。
当寺は度々名称を変更している。当初は「定林院」であったが、1745年（延享2年）に「桃青寺」と改称、1752年（宝暦2年）に「東盛寺」に改称、1892年（明治26年）に現在の「桃青寺」に改称した。
当寺は「芭蕉わらじ脱ぎの寺」と呼ばれるなど松尾芭蕉ゆかりの寺であった。山号の「芭蕉山」や寺号の「桃青寺」は松尾芭蕉に由来する（「桃青」は「芭蕉」を使う前の俳号）。

## 墓所
- 長谷川馬光（俳人）
- 鰭崎英朋（浮世絵師）

## 交通アクセス
- 本所吾妻橋駅A0出口より徒歩3分（経路案内）。